# 小行星17435
小行星17435（17435 di Giovanni）是一颗绕太阳运转的小行星，为火星轨道穿越小行星。该小行星于1989年9月26日发现。

## 轨道参数
小行星17435的轨道半长轴为2.3655304 UA，离心率为0.319。